# Андреа Фарлі
Андреа Фарлі (англ. Andrea Farley; нар. 30 вересня 1971) — колишня американська тенісистка.
Найвищу одиночну позицію світового рейтингу — 118 місце досягла 3 липня 1989, парну — 188 місце — 31 липня 1989 року.
Найвищим досягненням на турнірах Великого шолома було 3 коло в одиночному розряді.

## Фінали ITF
| Легенда         |
| --------------- |
| турніри $25,000 |
| турніри $10,000 |

### Одиночний розряд: 1 (1–0)
| Результат | Дата           | Турнір     | Покриття | Суперниця       | Рахунок  |
| --------- | -------------- | ---------- | -------- | --------------- | -------- |
| Перемога  | 5 березня 1989 | Маямі, США | Тверде   | Рената Баранскі | 6–4, 6–1 |

### Парний розряд: 1 (1–0)
| Результат | Дата          | Турнір            | Покриття | Партнерка       | Суперниці                      | Рахунок  |
| --------- | ------------- | ----------------- | -------- | --------------- | ------------------------------ | -------- |
| Перемога  | 14 липня 1991 | Індіанаполіс, США | Тверде   | Керолайн Кулмен | Джанна Ковачевіч Емілі Вікейра | 6–1, 6–3 |